# Amphilochus picadurus
Amphilochus picadurus är en kräftdjursart som beskrevs av J. L. Barnard 1962. Amphilochus picadurus ingår i släktet Amphilochus och familjen Amphilochidae. Inga underarter finns listade i Catalogue of Life.